# 100456 Chichn Itza
100456 Chichn Itza este o planetă minoră (asteroid) din centura de asteroizi. A fost descoperită pe 2 octombrie 1996 la Colleverde⁠(d) de Vincenzo Silvano Casulli⁠(d). 
Obiectul prezintă o orbită caracterizată de o semiaxă mare de 2,7346072379294 UAi, o excentricitate de 0,2, o înclinație de 6,6 ° în raport cu ecliptica.